# Alasdair Allan

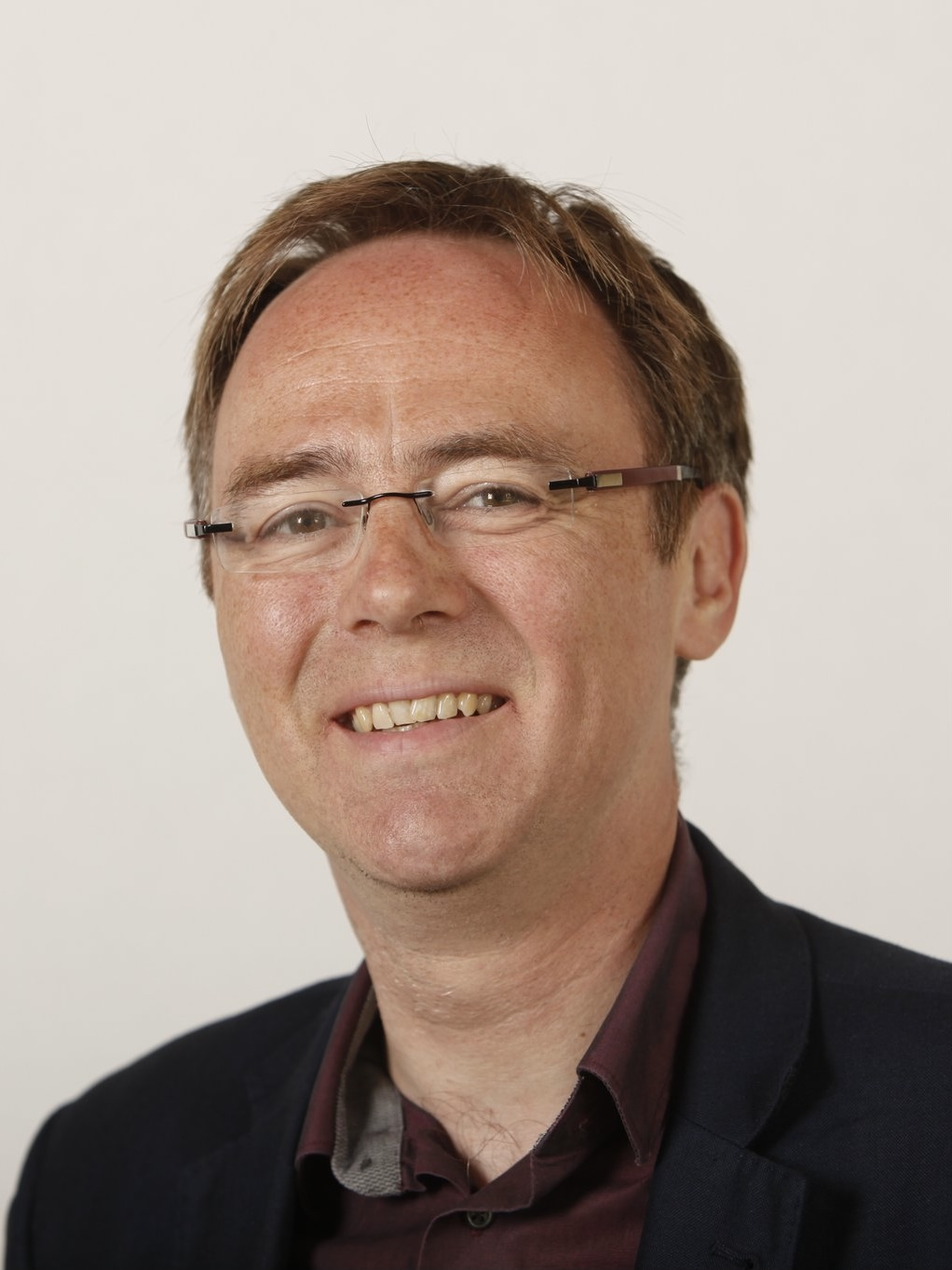
Alasdair Allan

Alasdair Allan (* 6. Mai 1971) ist ein schottischer Politiker und Mitglied der Scottish National Party (SNP).

## Leben
Allan studierte an der Universität Glasgow und schloss als Master ab. Anschließend promovierte er an der Universität Aberdeen in Scots. Vor seiner Zeit im Schottischen Parlament verfasste Allan regelmäßig Zeitungsbeiträge in Gälischer Sprache und wurde 2006 zum Gälischsprachigen Journalisten des Jahres gewählt.

## Politischer Werdegang
Erstmals trat Allan bei den Unterhauswahlen 2001 zu nationalen Wahlen an. In seinem Wahlkreis Aberdeen North erhielt er den zweithöchsten Stimmenanteil und verpasste damit den Einzug in das Unterhaus. Bei den Schottischen Parlamentswahlen 2003 bewarb sich Allan um das Direktmandat des Wahlkreises Gordon, konnte jedoch nur die dritthöchste Stimmenanzahl auf sich vereinen. 2007 trat Allan im Wahlkreis Western Isles an. Er besiegte den Mandatsinhaber und Labour-Politiker Alasdair Morrison und zog erstmals in das Schottische Parlament ein. Bei den Parlamentswahlen 2011 verteidigte er sein Mandat. Er wurde 2011 zum Staatssekretär für Bildung, Wissenschaft und schottische Sprache bestellt. Trotz Stimmverlusten behauptete Allan sein Mandat bei den Wahlen 2016. In der Folge wurde er als Staatssekretär für internationale Entwicklung und Europa eingesetzt. Von diesem Posten trat er im Juni 2018 zurück.